# Reynir Sigurðsson
Reynir Sigurðsson (ur. 1 stycznia 1928 w Reykjavíku, zm. 13 listopada 2017 tamże) – islandzki lekkoatleta, sprinter.
Podczas igrzysk olimpijskich w Londynie (1948) odpadł w eliminacjach na 400 metrów (czas: 51,4).
Medalista mistrzostw Islandii i reprezentant kraju w meczach międzypaństwowych (także w biegu na 400 metrów przez płotki).

## Rekordy życiowe
- Bieg na 400 metrów – 50,6 (1948)